# 1920 na rádio
Nesta página encontrará referências aos acontecimentos directamente relacionados com a rádio ocorridos durante o ano de 1920.

## Nascimentos
| Data            | Nome            | Profissão                                           | Nacionalidade | Observações | Ref |
| --------------- | --------------- | --------------------------------------------------- | ------------- | ----------- | --- |
| 25 de fevereiro | Jorge Curi      | radialista e locutor desportivo                     | Brasil        | m. 1985     |     |
| 3 de março      | Blota Júnior    | advogado, radialista, apresentador de TV e político | Brasil        | m. 1999     |     |
| 25 de dezembro  | Artur Agostinho | jornalista, locutor de rádio, escritor e actor      | Portugal      | m. 2011     |     |

## Mortes
| Data | Nome | Profissão | Nacionalidade | Observações | Ref |
| ---- | ---- | --------- | ------------- | ----------- | --- |